# Stiftung Demokratische Jugend

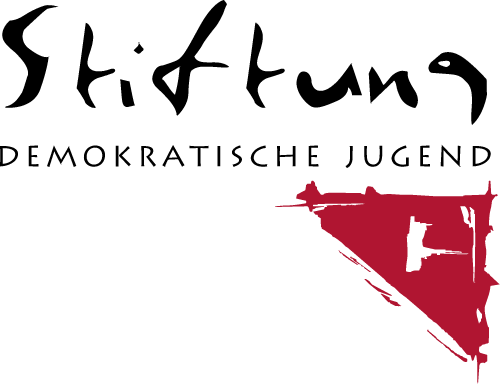
Logo der Stiftung Demokratische Jugend

Die Stiftung Demokratische Jugend ist eine selbständige gemeinnützige Stiftung des öffentlichen Rechts.
Die Stiftung wurde 1990 vom Runden Tisch der Jugend in Berlin initiiert. Ausgestattet mit 20 Millionen D-Mark nahm sie ihre Arbeit zur Unterstützung der Jugendarbeit in den neuen Bundesländern auf. In einigen Themenbereichen agiert sie heute bundesweit. Die Stiftung hat ihren Sitz in Berlin und beschäftigt einen Mitarbeiter.

## Tätigkeit
Aus Eigen- und Fremdmitteln förderte die Stiftung Demokratische Jugend Projekte der Jugendbeteiligung, Engagementförderung und Demokratieentwicklung. Die Jugendprogramme zur Wertekommunikation und das Programm „Zeitensprünge“ regen  junge Menschen dazu an, ihr Gemeinwesen aktiv mitzugestalten. Weiterhin setzt die Stiftung Demokratische Jugend Projekte zur Jugendinformation und Medienkompetenzentwicklung um. Bei Fachtagungen und Veranstaltungen initiiert die Stiftung den Austausch im Bereich der Jugendarbeit.  
Die stiftungseigene Datenbank ProMix-online bietet mit rund 23.000 Adressen Deutschlands größten Wissenspool für Projekte und Träger der Jugendarbeit. Die Stiftung arbeitet mit staatlichen und nicht staatlichen Organisationen auf Bundes- und Landesebene sowie kommunaler Ebene zusammen. Daraus sind Netzwerke wie der Verbund Rück- und Zuwanderung entstanden. Mit dem Arbeitsschwerpunkt Perspektiven für junge Menschen gibt die Stiftung Demokratische Jugend Impulse zur Entwicklung in Regionen, die besonders vom demografischen Wandel und von Abwanderung betroffen sind. Jugendliche sollen durch Förderprojekte, Wettbewerbe und Programme positive Impulse für eine Zukunft in Regionen erhalten, die durch Schrumpfung und den Rückbau sozialer, kultureller und wirtschaftlicher Infrastruktur betroffen sind. 

## Aktuelle Programme und Kooperationen
- jugendnetz-berlin.de – Portal für die Jugend(medien)arbeit in Berlin www.jugendnetz-berlin.de
- Jugendprogramm zur Wertekommunikation – für Jugendliche, die über die Werte in ihrer Region mitbestimmen wollen www.jugendstiftung.org
- Brandenburg – Das bist du uns wert!
- Werte. Zusammen. Leben. in Sachsen.
- Werte. Zusammen. Leben. in Thüringen.
- Jugendprogramm Zeitensprünge
- „Stark gemacht! – Jugend nimmt Einfluss“ www.stark-gemacht.de

## Abgeschlossene Programme und Kooperationen
- Kompetent für Demokratie – Beratungsnetzwerk gegen Rechtsextremismus
- Koordinierungsstelle „Perspektiven für junge Menschen - gemeinsam gegen Abwanderung“ – Länderübergreifendes Netzwerk für Strategien gegen Abwanderung aus Ostdeutschland